# 1799
Évszázadok: 17. század – 18. század – 19. század
Évtizedek: 1740-es évek – 1750-es évek – 1760-as évek – 1770-es évek – 1780-as évek – 1790-es évek – 1800-as évek – 1810-es évek – 1820-as évek – 1830-as évek – 1840-es évek
Évek: 1794 – 1795 – 1796 – 1797 –  1798 – 1799 – 1800 – 1801 – 1802 – 1803 – 1804

## Események
- január 23. – Nápolyban kikiáltják a rövid életű Parthenopéi Köztársaságot.
- március 1. – Napóleon hadüzenetet küld I. Ferencnek[1]  azzal a hivatkozással, hogy az átengedte Szuvorov csapatait országán.
- március 3. – Korfu francia garnizonja megadja magát a Fjodor Fjodorovics Usakov vezette orosz-török flottának.[2]
- március 7. – Napóleon elfoglalja Jaffát.[3]
- április 27. – Szuvorov legyőzi Moreau tábornok seregét a cassanói csatában.[4]
- május 21. – Akko két hónapos sikertelen ostroma után Napóleon csapatai visszavonulnak Egyiptomba.[5]
- május 25. – A stockachi csatában Károly főherceg legyőzi Jean-Baptiste Jourdan hadait.[6]
- július 15. – Pierre-François Bouchard, francia kapitány felfedezi a rosette-i követ.[7]
- július 25. – Abukir mellett Napóleon legyőzi az ott állomásozó török hajóhadat.[8]
- július 28. – Szuvorov beveszi Mantovát.[9]
- november 9. – Napoleon Bonaparte államcsínyt hajt végre, megdönti a Direktórium uralmát.[10] Másnap katonáival szétkergeti az ötszázak tanácsát, és mint első konzul ő lesz Franciaország diktátora.

## Születések
- február 2. - Finnlandi Bartha János, színész († 1852)
- február 6. – Frivaldszky Imre, természettudós, az MTA tagja († 1870)
- február 14. – Gyulai Gaál Miklós, honvéd tábornok († 1854)
- március 26. – Stanisław Worcell, lengyel politikus, politikai gondolkodó, Kossuth Lajos barátja († 1857)
- április 21. – Táncsics Mihály, író, publicista, politikus († 1884)
- május 3. – nagyajtai Kovács István, történész, jogász, az MTA tagja, az erdélyi történetírás úttörő alakja († 1872)
- június 6. – Alekszandr Szergejevics Puskin, orosz költő, író, nyelvújító († 1837)
- június 13. – Kiss Ernő, honvéd tábornok, aradi vértanú († 1849)
- november 5. – Barra Imre, magyar orvos († 1854)
- Bővebb lista az 1799-ben született személyek kategóriában

## Halálozások
- január 2. – Szily János, Szombathely első püspöke (* 1735)
- január 29. – Skerlecz Miklós, politikus, közgazdasági író (* 1729)
- február 18. – Johann Hedwig, erdélyi szász orvos és természettudós (* 1730)
- február 24. – Georg Christoph Lichtenberg, német író, aforizmaszerző, matematikus, a kísérleti fizika professzora (* 1742)
- március 13. – Weszprémi István, orvos, a hazai orvostörténet-írás úttörője (* 1732)
- május 18. – Pierre-Augustin Caron de Beaumarchais, francia író, drámaíró (* 1723)
- augusztus 2. – Jacques-Étienne Montgolfier, feltaláló, hőlégballon építő (* 1745)
- augusztus 15. – Barthélemy Catherine Joubert, francia tábornok a forradalmi és a napóleoni háborúk idején (* 1769)
- augusztus 29. – VI. Pius pápa[11]
- november 2. – Andrássy Antal, rozsnyói püspök (* 1742)
- december 14. – George Washington, politikus, az Egyesült Államok első elnöke (* 1732)
- december 31. – Jean-François Marmontel, francia történész és író, enciklopédista (* 1723)